# بولس بطرس مسعد
بولس بطرس مسعد (1806 - 1890) البطريرك الماروني السبعون بدءًا من 1854 وحتى وفاته عام 1890 في أطول حبرية للبطريركية المارونية منذ القرن التاسع عشر، شهدت حبريته العديد من الأحداث البارزة كقيام متصرفية جبل لبنان والفتنة بين الموارنة والدروز عام 1860، كما شهدت حبريته أول زيارة للبطريرك ماروني للآستانة عاصمة الدولة العثمانية وأول لقاء بين بطريرك الموارنة والسلطان العثماني، وكذلك أول زيارة لروما منذ القرن الثالث عشر. وهو أيضًا مؤرخ وأديب وله عدد من المؤلفات.

## حياته
ولد بولس مسعد ابن مبارك مسعد في عشقوت عام 1806 من عائلة غنية يتصل نسبها بخاطر الحصروني مقدّم بشري، والمقدّم هو المسؤول المحلي عن منطقته وقد شاع استعمال هذه اللقب في جبل لبنان منذ القرن السادس عشر. تلقى العلوم الابتدائية في مدرسة عينطورة في كسروان، ثم التحق بمدرسة عين ورقة أولى الكليات اللاهوتية المارونية وفيها درس مسعد العربية والسريانية والإيطالية واللاتينية إلى جانب العلوم اللاهوتية، ولتفوقه في الدراسة أوفده البطريرك يوسف حبيش إلى روما لاستكمال دروسه اللاهوتية في مدرسة مجمع نشر الإيمان التي يديرها الكرسي الرسولي، إلى جانب عدد من الطلاب الموارنة عن طريق تمويل المدرسة المارونية في روما، وفيها أتمّ الدروس في الفلسفة واللاهوت وسيم فيها كاهنًا عام 1830 وإثر ذاك قفل راجعًا إلى لبنان، ويقول المطران يوسف الدبس أنه عرف عنه في روما التقى والذكاء.
بعد عودته إلى لبنان، عينه البطريرك يوسف بطرس حبيش أمينًا لسره «واعتمد عليه في مشاغله كلها، وكان مجيبًا لرغبات البطريرك مجتهدًا في خدمته أمينًا على أسراره»، ثم رقي إلى درجة الأسقفية في 28 مارس 1841 بمنصب مطران طرسوس شرفًا ونائبًا بطريركيًا للشؤون الروحيّة.
في 23 مايو 1845 توفي البطريرك يوسف حبيش، واجتمع الأساقفة في ميفوق لانتخاب خلفه، ومال أكثر الأساقفة لانتخاب يوسف الخازن بما لعائلته من نفوذ سياسي، وذلك لضبط الوضع في جبل لبنان بين الموارنة والدروز إذ إن اقتتالات طائفية وقعت في عام انتخاب الخازن عام 1845، وقد كان مسعد من بين مؤيدي انتخاب الخازن، الذي أبقاه في منصب النائب البطريركي للشؤون الروحية حتى وفاته في 3 نوفمبر 1854.

## بطريركيته
بعد وفاة البطريرك الخازن، وفي 12 نوفمبر 1854 التأم مجمع الأساقفة في بكركي واختير مسعد بالإجماع بطريركًا، وقد نظم مارون النقاش في المناسبة قصيدة خاصة. وقد نال البطريرك مسعد درع التثبيت المعروف باسم «الباليوم» في مارس 1855 خلال حبرية بيوس التاسع وذلك على يد وكيل البطريرك القس أمبروسيوس الدرعوني. في عام 1856 عقد مجمعًا عرف في تاريخ الكنيسة المارونية باسم «مجمع بكركي»، وخلال أحداث فتنة 1860 انتقل من بكركي إلى دير القمر في الشوف ليكون على مقربة من الحوادث، ولعب دورًا في التوصل إلى التسوية التي حقنت الدماء في جبل لبنان. كذلك فقد شهدت حبريته تأسيس «المدرسة البطريركية المارونية» التي اعتبرت واحدة من أهم مدارس القرن التاسع عشر وخرجت عددًا من أعلام ذلك القرن من أمثال ميخائيل نعيمة.

### مجمع بكركي 1856
انعقد مجمع بكركي بناءً على دعوة البطريرك مسعد بعيد انتخابه بناءً على طلب من البابا بيوس التاسع، ويسمى أيضًا «مجمع بكركي الثاني» و«المجمع البلدي» وهو الاسم الذي أطلقه عليه البطريرك مسعد، وكأغلب المجامع الخاصة بالكنيسة المارونية فقد ترأسه الموفد الرسولي بول برونوفي وليس البطريرك الذي قام بالدعوة. انعقد المجمع في الصرح البطريركي بين 11 أبريل و13 أبريل وحضره الأساقفة ورؤساء الرهبانيات إضافة إلى حشد من الأعيان الموارنة ومشايخهم بناءً على دعوة البطريرك، الهدف الأساسي من دعوة المجمع مراجعة أعمال المجمع اللبناني وهو أكبر المجامع المارونية الذي انعقد عام 1736 فلطف مجمع بكركي من بعض القضايا والقوانين التي وضعها المجمع اللبناني. وقد بدأ المجمع بكلمة للبطريرك شرح فيها المجامع المحليّة المارونية منذ القرن السادس عشر وأسباب الدعوة إليها، وقد أرفق بمقررات المجمع التي صادق عليها مجموعة من الرسائل التي كان البطاركة الموارنة قد تبادولها وباباوات روما. علمًا أن آخر مجمع قد انعقد قبلاً هو مجمع اللويزة عام 1818. ويقول المونسينيور منير خير الله أن الفتنة عام 1860 «أسدلت الستار» على هذا المجمع ونتائجه.

### ثورة الفلاحين 1858
في عام 1858 ثار الفلاحين الموارنة في كسروان ضد المشايخ الموارنة خصوصًا من آل الخازن وآل حبيش إلى جانب قائممقام الجبل بشير أحمد بسبب الظلم الإقطاعي المتفاقم، وقد امتدت الثورة إلى قضاء المتن بقيادة طانيوس شاهين، وتخللها إعلان جمهورية شعبية. لم يكن البطريرك الجديد ذو سلطة معنوية قويّة فلم يستطع إنهاء الفوضى، وسعت الدولة العثمانية من ناحية وبريطانيا من ناحية ثانية إلى محاولة كسب الأحداث لمصلحتها، فمول كلاهما عصابات لنشر الفوضى. توجه طانيوس شاهين نحو نهر الكلب محاطًا بمحاربين موارنة ما دفع الدروز لاتهامه بالهجوم عليهم، فقاموا بالهجوم على دير القمر وبيت مري وبالمحصلة أحرقت أربعين قرية مسيحية، في أول اقتتالات طائفية في جبل لبنان. سعى البطريرك لدرء الفتنة، وتم التوصل لاتفاق مع والي بيروت خورشيد باشا لإنهاء الفتنة وهو ما تمّ فعلاً بجهود البطريرك، غير أن الانشقاقات في صفوف الموارنة ظلّت مستمرة، فواجه البطريرك بولس مسعد مصاعب جمّة داخل الطائفة استطاع أن يعالجها تدريجيًا. ويقول المؤرخ في الشؤون المارونية الأباتي بولس نعمان، أن من النتائج الهامة لهذه الثورة تقليص نفوذ النظام الإقطاعي وإلغاء قسم كبير من الامتيازات العائلية سيّما للمشايخ من آل الخازن وآل حبيش وآل جميّل وآل الخوري، وبدء العمل على فرض المساواة بين المواطنين.

### الزيارات الخارجية
بعد سبعة سنوات في 1867 سافر البطريرك إلى روما للمشاركة في احتفالات ذكرى مرور 1800 عام على وفاة القديسين بطرس وبولس، وذلك يكون البطريرك هو ثاني بطريرك ماروني يزور روما منذ أن زارها البطريرك أرميا العمشيتي في القرن الثالث عشر. ومن روما انتقل البطريرك إلى باريس حيث استقبله إمبراطورها نابليون الثالث، وخلال طريق عودته مرّ بالآستانة عاصمة الدولة العثمانية والتقى السلطان عبد العزيز في 11 سبتمبر 1867، وخلال اللقاء منح السلطان البطريرك الوسام المجيدي من الطبقة الأولى، إلى جانب «حجر ثمين مرصع بالألماس». كذلك فقد منح ألقابًا وجوائز للوفد الموافق للبطريرك من مطارنة وكهنة، وكان من بين المرافقين المطران يوسف الدبس والذي دوّن تفاصيل الرحلة بدءًا من بكركي مرورًا بروما وباريس وإسطنبول في كتاب أسماه «سِفر الأخبار في سَفر الأحبار»، كذلك فقد أمرّ السلطان بأن يمنح البطريرك جناحًا في أحد القصور السلطانية وأن تحوّل إحدى غرفه إلى كنيسة لتأدية الطقوس، ووضع تحت تصرف البطريرك عربتان وأربع فرسان كمرافقة، واستمرت الزيارة ثلاثة وعشرين يومًا دفع الباب العالي جميع مصاريفها، ما دفع يوسف الدبس للقول بأن الإكرام والتجلّة التي رافقت الزيارة لم تقدّم لأي بطريرك آخر زار الآستانة. كذلك فقد طلب البطريرك خلال لقاءه السلطان إعفاء مسلمي لبنان من أداء الخدمة العسكرية الإلزامية التي كانت معروفة باسم «السفربرلك» وتستمر لمدة خمسة سنوات لمساواتهم بمسيحي لبنان، فأجابه السلطان لطلبه. في 23 سبتمبر عاد البطريرك إلى لبنان ووصل طرابلس ثم انتقل إلى الديمان، ونظمت له استقبالات شعبية على طول الطريق بين طرابلس والكرسي البطريركي في الديمان.

### أساقفة حبريته
بلغ عدد الأساقفة الذين سيموا خلال حبرية البطريرك مسعد الطويلة التي دامت ستة وثلاثين عامًا، ستة عشر أسقفًا، من بينهم اثنين من خلفاءه هما يوحنا الحاج وإلياس الحويك، وهم:
| - يوسف مريض، في 18 مايو 1856 كأسقف لعرقا فخريًا ونائبًا بطريركيًا في الشؤون الروحية، وقد توفي عام 1886. - بطرس نادر البستاني، في 28 سبتمبر 1856 كأسقف لعكا فخريًا ومعاونًا لأسقف صيدا وصور، ثم رقاه لرئيس أساقفة صيدا وصور في عام 1866، وقد توفي عام 1899. - بطرس مسعد، في 27 فبراير 1857 هو شقيق البطريرك، رقّاه لأسقفية حماة فخريًا وجعله نائبًا بطريركيًا للشؤون الزمنية، وقد توفي عام 1885. - يوحنا الحاج، في 15 أغسطس 1861، رقاه لأسقفية بعلبك، وقد خلفه بطريركًا لأنطاكية. - نعمة الله الدحداح، في 11 فبراير 1872، رقاه إلى رئيس أساقفة دمشق. - يوسف فريفر، في 11 فبراير 1872، رقاه إلى رئاسة أساقفة اللاذقية. - يوسف الدبس، في 11 فبراير 1872، رقاه إلى رئاسة أساقفة بيروت، التي تعتبر ثاني الأبرشيات المارونية من حيث الأهمية بعد الأبرشية البطريركية. - اسطفان العواد، في 15 ديسمبر 1878، رقاه إلى رئاسة أساقفة طرابلس. | - يوسف الزغبي، في 15 أغسطس 1882، رقاه إلى رئاسة أساقفة قبرص. - يوسف سركيس مسعد، في 15 أغسطس 1882، رقاه إلى أبرشية عكا شرفًا وعينه نائبًا بطريركيًا، وهو ابن أخيه. - بولس حكيم، في 16 يوليو 1885، رقاه إلى رئاسة أساقفة حلب. - يوحنا حبيب، في 14 ديسمبر 1889، رقاه إلى أبرشية الناصرة فخريًا. - إلياس الحويك، في 14 ديسمبر 1889، رقاه إلى أبرشية عرقا فخريًا وعينه نائبًا بطريركيًا للشؤون الروحية، وسيغدو الحويك بطريركًا خليفته الثاني بعد الحاج. - يوسف نجم، في 14 ديسمبر 1889، رقاه إلى أبرشية عكا فخريًا وعينه نائبًا بطريركيًا للشؤون الزمنية. - بولس مسعد، في 14 ديسمبر 1889، رقاه إلى أبرشية حماة فخريًا، وهو أحد أولاد إخوته؛ وإثر وفاة مطران دمشق نعمة الله الدحداح عام 1890 أصبح مسعد رئيسًا لأساقفة دمشق. - إمبروسيوس الدرعوني في مجمع نشر الإيمان في روما على يد الكاردينال فرانكي رئيس المجمع وذلك بإجازة من البطريرك، عام 1875. |

## مؤلفاته
وصف البطريرك مسعد بكونه متضلعًا بالتاريخ الشرقي الديني والعالمي إلى جانب معارفه في اللاهوت والفلسفة، وله عدد من المؤلفات منها «بالدّر المنظوم»، الذي ناقش به تاريخ الكنيسة المارونية ولاهوتها خصوصًا في القرون الوسطى، وكتابًا آخر اسمه «التحفة الغرّاء في دوام بتولية العذراء» دافع بها عن عقيدة الحبل بلا دنس التي اعتمدتها الكنيسة الكاثوليكية، وكتاب ثالث في اللاهوت حول انبثاق الروح القدس والتي تعتبر من القضايا الخلافية لاهوتيًا بين الكنيسة الكاثوليكية والكنائس الأرثوذكسية الشرقية والمشرقية؛ أما على صعيد التأريخ فله «السجل الكبير» الذي جمع فيه وثائق وبيانات متداولة في بكركي، وتاريخ الأسرة الخازنية وكتاب بعنوان «الملكية والمارونية» يشرح به وجهة نظره حول قيام البطريركية المارونية وانقسام الكرسي الخليقدوني فيها، وغيرها من الكتب والمقالات.

## إثارة الجدل
تم اتهامه في كتاب "حسر اللثام عن نكبات الشام" (الصفحة 130)، الصادر عام 1895، بأنه اضطهد المسيحيين من غير طائفته وساعد قومه على اغتصاب كنائس الارذوثوكس وتدمير مدارس البروتسنانت.

## مواقع خارجية
- بطاركة من تاريخ الموارنة على يوتيوب.
- البطريرك بولس بطرس مسعد.(بالإنجليزية)
- البطاركة الموارنة.(بالإنجليزية)

| سبقه جوزيف بطرس الخازن | بطريرك أنطاكية وسائر المشرق للموارنة 1854 - 1890 | تبعه يوحنا بطرس الحاج |